# Romagny, Haut-Rhin
Romagny là một xã ở tỉnh Haut-Rhin trong vùng Grand Est ở đông bắc Pháp. Xã này có diện tích 2,89 km², dân số năm 1999 là 199 người. Khu vực này có độ cao 360 mét trên mực nước biển.